# Labrinth

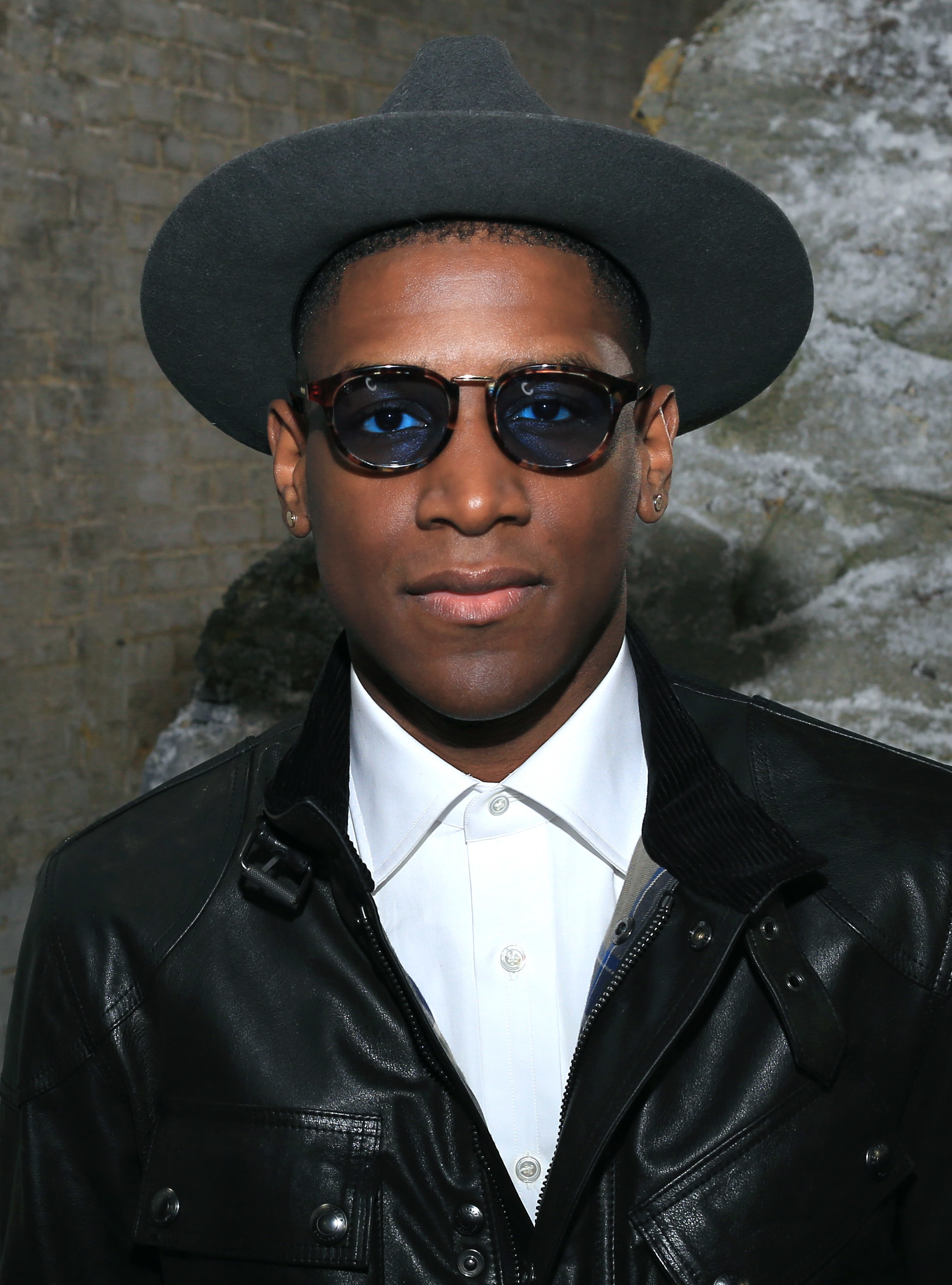
Labrinth (2016)

Labrinth (* 4. Januar 1989 in London, England; eigentlich Timothy Lee McKenzie) ist ein britischer Dance-/Grime-Sänger, Rapper und R&B-Musiker.

## Werdegang
Timothy McKenzie wuchs als jüngstes Kind mit neun Geschwistern im Londoner Stadtbezirk Hackney auf. In seiner Kindheit wurde er vor allem mit Gospelmusik konfrontiert und machte Musik in der örtlichen Kirchengemeinde. Ein Bruder hatte sich ein Heimstudio eingerichtet und mit 13 Jahren begann er sich zu beteiligen. Im Lauf der Zeit brachte er sich selbst Bassgitarre, Schlagzeug und Keyboard bei. In der Schule belegte er vier Jahre Musiktheorie und arbeitete anschließend in einem Musikstudio.
Sein erster größerer Erfolg war 2008 die Produktion des Debütalbums A.D.H.D. von Master Shortie, das von der Kritik gelobt wurde. Er wirkte ebenfalls als Sänger und Songwriter mit. Auch mit Tinchy Stryder und Chipmunk arbeitete er zusammen. Tinie Tempah verhalf er 2010 zum Durchbruch als Mitautor seines Debüthits Pass Out, der Platz 1 der britischen Charts erreichte und bei den BRIT Awards als Single des Jahres ausgezeichnet wurde. Beim Nachfolgehit Frisky, der auf Platz 2 kam, wurde er offiziell als Mitinterpret genannt. Damit trat er erstmals selbst ins Rampenlicht und bekam Angebote von verschiedenen Labels. Er entschied sich gegen Verträge als Produzent und Songwriter und nahm ein Angebot von Simon Cowells Plattenlabel Syco Music an, das ihm eigene Veröffentlichungen ermöglichte. Cowell hatte sich besonders für ihn eingesetzt und nach sechs Jahren erstmals wieder einen Sänger unter Vertrag genommen, der nicht aus einer Castingshow stammte.
Ende September 2010 veröffentlichte er seine erste Single Let the Sun Shine. Sie stieg auf Anhieb in die Top 3 ein und erreichte Goldstatus. Während er an seinem Debütalbum arbeitete, blieb er auch hinter den Kulissen tätig. Er produzierte für Ms. Dynamite und für das Wohltätigkeitsprojekt BBC Children in Need die Benefizsingle Teardrop, eine Coverversion des Songs von Massive Attack mit verschiedenen Interpreten. Bevor sein Album fertig war, erschien im Oktober 2011 der Song Earthquake mit Tinie Tempah als Gast. Er verpasste knapp Platz 1 und wurde mit Platin ausgezeichnet. Insgesamt hielt er sich fast ein ganzes Jahr in den Top 100 auf. Auch in anderen Ländern, insbesondere in Australien und Neuseeland, war das Lied erfolgreich.

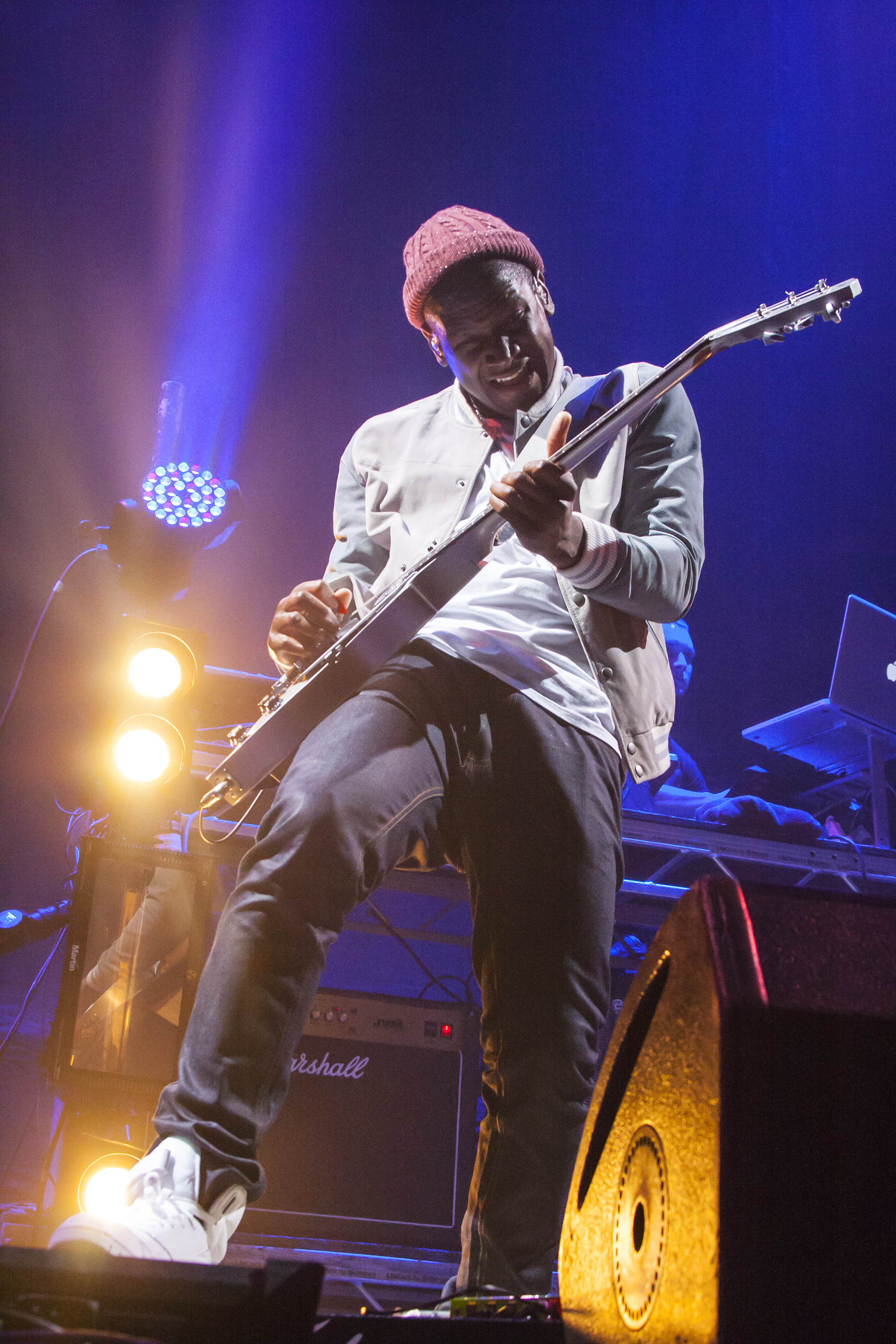
Labrinth bei einem Auftritt in der MEN Arena (2013)

Das Debütalbum Electronic Earth benötigte weitere fünf Monate bis zur Veröffentlichung und erreichte im April 2012 ebenfalls Platz 2 in Großbritannien. Last Time war ein weiterer Top-5-Hit aus dem Album und mit der Auskopplung Express Yourself kam er erstmals auch in die deutschen Charts. Erst im Oktober erschien das Lied Beneath Your Beautiful mit Emeli Sandé als Sängerin, wurde dann aber zum größten Hit des Albums. In Großbritannien erreichte es Platz 1 und Doppelplatin, in den deutschsprachigen Ländern Platzierungen zwischen 10 und 25 und Platin bzw. Gold. Sogar in den US-Singlecharts kam das Lied in die Top 40. Bei den BRIT Awards wurde es in der Kategorie Single des Jahres für eine Auszeichnung nominiert und bei den MOBO Awards als bester Song ausgezeichnet.
Labrinth begann zwar unmittelbar mit der Arbeit an einem zweiten Album, aber der Fertigstellungstermin wurde immer wieder verschoben und schließlich aufgegeben. Zwei Songs, Let It Be und Jealous, die für das Album vorgesehen waren, erschienen einzeln im Jahr 2014 und erreichten vordere Chartplätze. Danach machte er sich aber mit eigenen Veröffentlichungen rar und arbeitete wieder als Produzent. Bei Veröffentlichungen von Sigma, The Weeknd, Kygo und Noah Cyrus trat er als Gastmusiker in Erscheinung und erreichte international Chartplatzierungen. An der Produktion der weltweit erfolgreichen Alben Beauty Behind the Madness von The Weeknd (2015) und Divide von Ed Sheeran (2017) war er beteiligt. Im selben Jahr erschien auch wieder eine eigene Single, Misbehaving blieb aber erfolglos.
Im Jahr darauf schloss er sich mit der australischen Sängerin und Songwriterin Sia und dem US-amerikanischen DJ Diplo zum Allstar-Projekt LSD zusammen. Sie veröffentlichten mehrere Singles, darunter Genius und Thunderclouds, die international erfolgreich waren. Am 7. Juni erschien seine neue Single Miracle mit einem Musikvideo.
Labrinth ist für die Filmmusik zu der seit 2019 ausgestrahlten Fernsehserie Euphoria verantwortlich. Die Lieder zu den ersten beiden Staffeln wurde auch auf zwei Alben veröffentlicht.

## Diskografie
Studioalben

| Jahr | Titel Musiklabel                                 | Höchstplatzierung, Gesamtwochen, AuszeichnungChartplatzierungen (Jahr, Titel, Musiklabel, Platzierungen, Wochen, Auszeichnungen, Anmerkungen) | Höchstplatzierung, Gesamtwochen, AuszeichnungChartplatzierungen (Jahr, Titel, Musiklabel, Platzierungen, Wochen, Auszeichnungen, Anmerkungen) | Höchstplatzierung, Gesamtwochen, AuszeichnungChartplatzierungen (Jahr, Titel, Musiklabel, Platzierungen, Wochen, Auszeichnungen, Anmerkungen) | Höchstplatzierung, Gesamtwochen, AuszeichnungChartplatzierungen (Jahr, Titel, Musiklabel, Platzierungen, Wochen, Auszeichnungen, Anmerkungen) | Höchstplatzierung, Gesamtwochen, AuszeichnungChartplatzierungen (Jahr, Titel, Musiklabel, Platzierungen, Wochen, Auszeichnungen, Anmerkungen) | Anmerkungen                                                |
| Jahr | Titel Musiklabel                                 | DE | AT | CH | UK | US | Anmerkungen                                                |
| ---- | ------------------------------------------------ | --- | --- | --- | --- | --- | ---------------------------------------------------------- |
| 2012 | Electronic Earth Simco Limited (SME)             | — | — | — | UK2 Platin · (43 Wo.)UK | — | Erstveröffentlichung: 2. April 2012 Verkäufe: + 307.500    |
| 2019 | Imagination & the Misfit Kid Simco Limited (SME) | — | — | — | — | US151 (3 Wo.)US | Erstveröffentlichung: 22. November 2019 Verkäufe: + 30.000 |
| 2023 | Ends & Begins Columbia Records (SME)             | — | — | CH52 (1 Wo.)CH | — | US144 (1 Wo.)US | Erstveröffentlichung: 28. April 2023                       |